# Leclercera spinata
Leclercera spinata is een spinnensoort uit de familie Psilodercidae. De soort komt voor in Celebes.